# Saint-Basile (Ardèche)
Saint-Basile település Franciaországban, Ardèche megyében. Lakosainak száma 351 fő (2022. január 1.). Saint-Basile Désaignes, Lamastre, Saint-Apollinaire-de-Rias, Saint-Jean-Chambre, Saint-Prix, Vernoux-en-Vivarais és Belsentes községekkel határos.

## Népesség
A település népessége az elmúlt években az alábbi módon változott:
| Lakosok száma | 416  | 314  | 273  | 313  | 323  | 333  | 353  | 346  | 340  | 351  |
|               | 1968 | 1982 | 1990 | 2006 | 2013 | 2015 | 2017 | 2019 | 2020 | 2022 |